# Морвил (Ајова)
Морвил (енгл. Morley) град је у америчкој савезној држави Ајова. По попису становништва из 2010. у њему је живело 115 становника.

## Демографија
Према попису становништва из 2010. у граду је живело 115 становника, што је 27 (30,7%) становника више него 2000. године.
| Група             | 2000.      | 2010.       |
| Белци             | 87 (98,9%) | 113 (98,3%) |
| Афроамериканци    | 0 (0,0%)   | 0 (0,0%)    |
| Азијати           | 0 (0,0%)   | 0 (0,0%)    |
| Хиспаноамериканци | 0 (0,0%)   | 1 (0,9%)    |
| Укупно            | 88         | 115         |